# 锦丰镇
锦丰镇，是中华人民共和国江苏省苏州市张家港市下辖的一个乡镇级行政单位。2019中国百强乡镇。

## 行政区划
锦丰镇下辖以下地区：
滨江社区、三兴社区、合兴社区、镇北社区、海沙社区、永新社区、红光村、店岸村、向阳村、郁桥村、建设村、协仁村、西港村、联兴村、交通村、厚生村、新港村、西界港村、登瀛村、耕余村、鼎盛村、乐杨村、星火村、洪桥村、洪福村、悦来村、福利村、光明村、南港村、常家村和永盛村。